# Vitalij Kokorin
Vitalij Kokorin (in russo Виталий Кокорин?; Mosca, 3 gennaio 1975) è un ex ciclista su strada russo, attivo dal 1997 al 2002.

## Palmarès

### Strada
- 1993 (Juniores)

Classifica generale Giro della Lunigiana
- 1995 (Dilettanti, una vittoria)

Gran Premio d'Europa con Dario Andriotto
- 1996 (Dilettanti, cinque vittorie)

Coppa Apollo 17
Classifica generale Giro Ciclistico Pesca e Nettarina di Romagna Igp
Gran Premio Città di Empoli
Gran Premio di Poggiana
Coppa Remo Puntoni

## Piazzamenti

### Grandi Giri
- Giro d'Italia

2000: 51º
- Tour de France

1997: ritirato (11ª tappa)
- Vuelta a España

1998: 40º

### Classiche monumento
- Milano-Sanremo

2000: 143º
- Giro delle Fiandre

1998: non partito
- Liegi-Bastogne-Liegi

1999: ritirato
- Giro di Lombardia

1998: ritirato
1999: ritirato

### Competizioni mondiali
- Campionati del mondo

Lugano 1996 - Cronometro Under-23: non partito
Valkenburg 1998 - In linea Elite: ritirato
Verona 1999 - In linea Elite: ritirato